# Выставочный центр Бильбао
Выставочный центр Бильбао — (BEC) — выставочный центр в Баракальдо, Страна Басков, Испания. В настоящее время штаб-квартира Feria de Muestras de Bilbao, её объекты расположены на земле, ранее занимаемой баскской металлургической компанией Altos Hornos de Vizcaya, в окрестностях Ансио в Баракальдо, в районе Большого Бильбао. Эти объекты, открытые в апреле 2004 года, позволяют проводить международные выставки большой вместимости с лучшими услугами, инфраструктурой и связями, чем предыдущие объекты в центре Бильбао.
Выставочный центр находится в совместной собственности правительства Басков, Совета провинции Бискайя, муниципального совета Бильбао, Баракальдо и Торговой палаты Бильбао.

## Обзор
Выставочный центр Бильбао занимает площадь 251 055 квадратных метров (2 702 330 кв. футов), из которых 246 457 квадратных метров (2 652 840 кв. Футов) распределены в шести павильонах без каких-либо колонн, предназначенных для выставок, в то время как в остальных находятся торговый центр и отель. В дополнение к выставочным залам, в комплексе есть VIP-зал, конференц-центр, офисные помещения площадью 600 м2 и большой атриум. Он также имеет подземную автостоянку вместимостью 4000 автомобилей.
На крыше был установлен парк фотоэлектрической солнечной энергии, который стал одним из крупнейших в Стране Басков. Парк имеет 628 солнечных фотоэлектрических панелей и достигает мощности 100 кВт на площади 1000 квадратных метров (11 000 кв. футов).

## Башня BEC
Башня BEC высотой 92,83 метра (304,6 фута) была самым высоким зданием в Стране Басков на момент открытия, она была выше башни BBVA в центре Бильбао, высотой 88 метров (289 футов). В 2009 году звание самого высокого здания досталось башне Ибердрола, которая была закончена в 2011 году и имеет высоту 165 метров.
В башне расположены ресторан и офисы компании BEC.

## Бискайя Арена

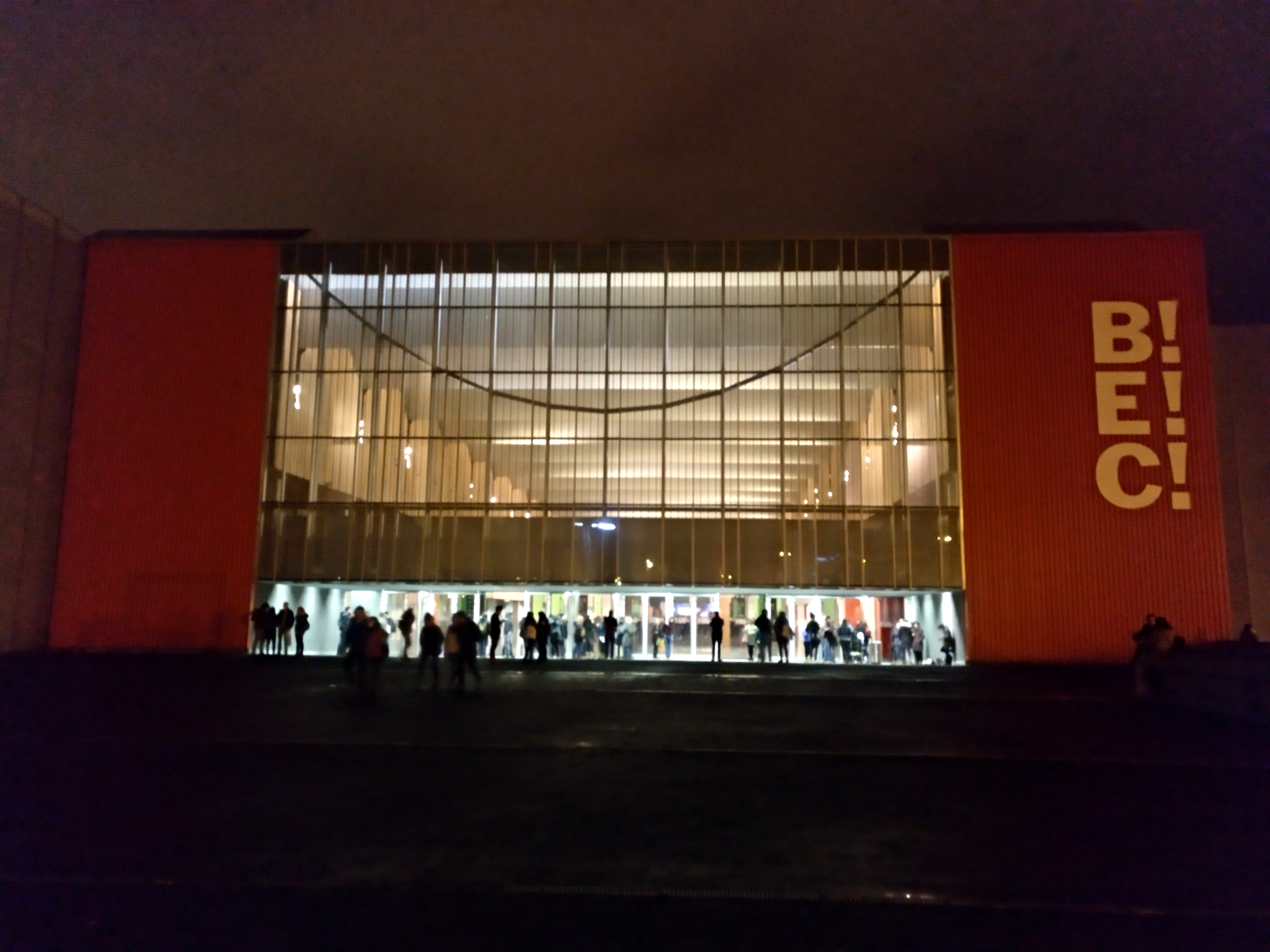
Вход на площадку Бискайя Арена ночью (2017)

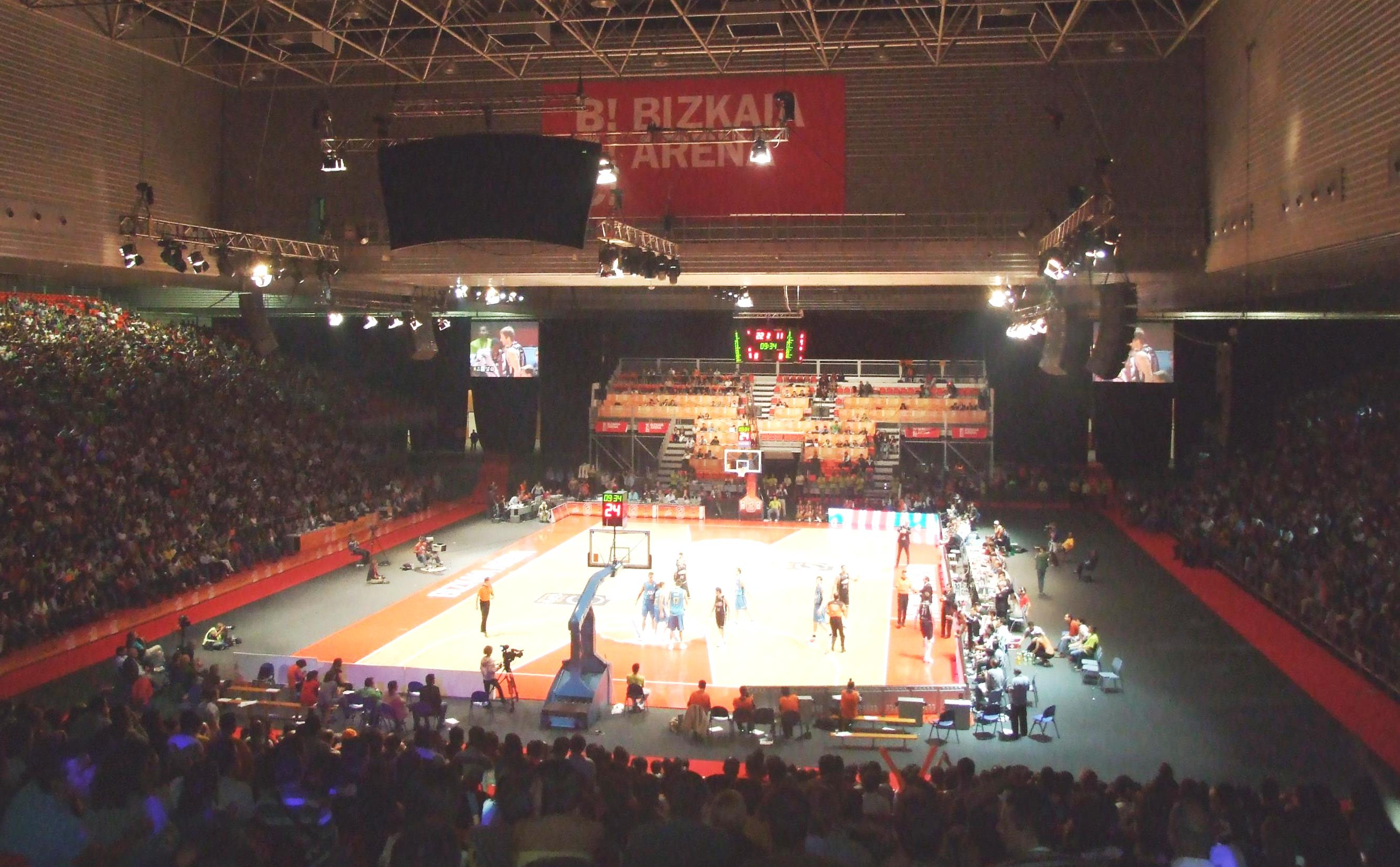
Бискайя Арена (20107)

Бискайя Арена (исп. Bizkaia Arena) — является крупнейшей многоцелевой крытой спортивной ареной в Испании, поскольку вмещает до 26 000 человек и 18 640 для большинства видов спорта в закрытых помещениях. Является частью комплекса выставочного центра BEC.
Здесь регулярно проводятся баскетбольные матчи. В период с 2009 по 2010 год он был домашней ареной «Бильбао Баскет»; в 2007 и 2008 годах он также несколько раз использовался для проведения самых популярных матчей. Арена была местом проведения финальной стадии Кубка Испании по футболу 2010 года и была одним из мест проведения чемпионата мира по баскетболу 2014 года, который принимала Испания.
Арена принимала ежегодную музыкальную премию MTV Europe Music Awards в 2018 году, поскольку награждение проводилось в Испании в третий раз и впервые в Бильбао.

## Ярмарки, конкурсы и праздники
На территории BEC регулярно проводятся несколько национальных и международных выставок, в том числе Ferroforma, проводимая раз в два года выставка станкостроения (BIEMH) и выставка Euskal Encounter. На арене проводятся баскетбольные матчи, спектакли, гонки по мотокроссу и музыкальные концерты. Основные политические партии региона проводят там предвыборные мероприятия, а иногда и свои съезды. Аналогичным образом, несколько профсоюзов и деловых организаций проводят различные собрания и конференции. Свидетели Иеговы уже несколько лет проводят здесь свои майские и декабрьские собрания.

## Транспорт

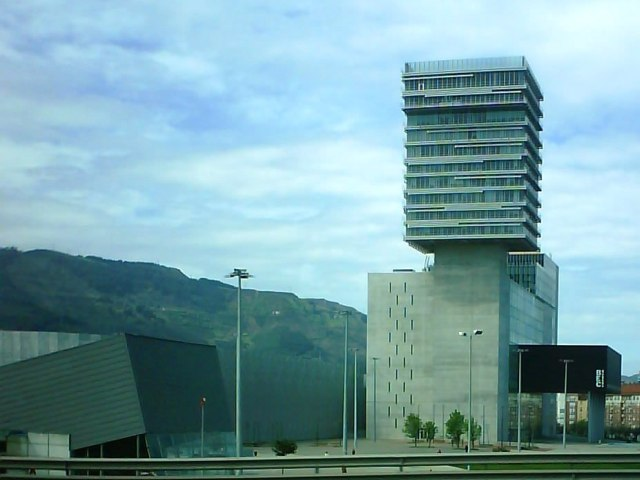
Ансио слева, рядом с башней BEC.

Одновременно со строительством BEC была построена станция Ansio на линии 2 метро Бильбао. Станция имеет дело с интенсивным пассажиропотоком, когда в BEC проходит крупные выставки и мероприятия, метрополитен Бильбао увеличивает время работы и частоту движения транспорта. Напротив главного входа в BEC есть две остановки автобусов Bizkaibus: одна для линии 3142 (соединение с метро) и линия 3136; также недалеко от этого входа есть случайный трансфер, а также автовокзал, который в настоящее время не используется. Рядом с центром находятся другие остановки автобусов Bizkaibus.